# だったらJoshin.TV もしもしショッピング
だったらJoshin.TV もしもしショッピングは、上新電機がスポンサーである25～30分間のテレビショッピング番組である。ナビゲーターは橋本志穂。放送開始僅か1年（2004年～2005年）で終了した。

## 放映局
- サンテレビジョン
- テレビ大阪
- スカイ・A